# Mark Donohue
Mark Donohue, ameriški dirkač Formule 1, * 18. marec 1937, Summit, New Jersey, ZDA, † 19. avgust 1975, Gradec, Avstrija.
Mark Donohue je pokojni ameriški dirkač Formule 1. Debitiral v sezoni 1971, ko je dobil priložnost le na zadnjih dveh severnoameriških dirkah sezone, in že na svoji prvi dirki kariere za Veliko nagrado ZDA je dosegel tretje mesto, svoj najboljši rezultat kariere. Leta 1972 je zmagal na dirki Indianapolis 500, v Formuli 1 pa ni dirkal do sezone 1974, ko je ponovno dobil priložnost za dveh severnoameriških dirkah, toda tokrat ni dosegel točk. To mu je dvakrat uspelo v naslednji sezoni 1975 s petima mestoma na Velikih nagradah Švedske in Velike Britanije. Na petkovem prostem treningu pred dvanajsto dirko sezone za Veliko nagrado Avstrije pa je doživel hudo nesrečo, v kateri je umrl tudi delavec ob progi. Donohue sicer ni bil videti težje poškodovan, toda dan kasneje je v bližnji bolnišnici umrl zaradi možganske krvavitve.

## Popolni rezultati Formule 1
(legenda) (odebeljene dirke pomenijo najboljši štartni položaj, poševne pa najhitrejši krog, †-uvrščen kljub odstopu)
| Leto | Moštvo              | Šasija       | Motor   | 1     | 2       | 3     | 4       | 5       | 6      | 7     | 8     | 9       | 10    | 11      | 12      | 13  | 14     | 15      | Prv | Toč |
| ---- | ------------------- | ------------ | ------- | ----- | ------- | ----- | ------- | ------- | ------ | ----- | ----- | ------- | ----- | ------- | ------- | --- | ------ | ------- | --- | --- |
| 1971 | Penske-White Racing | McLaren M19A | Ford V8 | JAR   | ŠPA     | MON   | NIZ     | FRA     | VB     | NEM   | AVT   | ITA     | KAN 3 | ZDA DNS |         |     |        |         | 16. | 4   |
| 1974 | Penske Cars         | Penske PC1   | Ford V8 | ARG   | BRA     | JAR   | ŠPA     | BEL     | MON    | ŠVE   | NIZ   | FRA     | VB    | NEM     | AVT     | ITA | KAN 12 | ZDA Ret | NC  | 0   |
| 1975 | Penske Cars         | Penske PC1   | Ford V8 | ARG 7 | BRA Ret | JAR 8 | ŠPA Ret | MON Ret | BEL 11 | ŠVE 5 | NIZ 8 | FRA Ret |       |         |         |     |        |         | 15. | 4   |
| 1975 | Penske Cars         | March 751    | Ford V8 |       |         |       |         |         |        |       |       |         | VB 5  | NEM Ret | AVT DNS | ITA | ZDA    |         | 15. | 4   |